# 17.ª etapa de la Vuelta a España 2024
La 17.ª etapa de la Vuelta a España 2024 tuvo lugar el 4 de septiembre de 2024 y consistió en una etapa de media montaña con inicio en el monumento Juan de Castillo en el municipio de Arnuero y final en Santander sobre un recorrido de 141,5 km. Esta fue ganada por el australiano Kaden Groves del Alpecin-Deceuninck, obteniendo su tercera victoria en esta edición, por otro lado, el australiano Ben O'Connor del Decathlon AG2R La Mondiale Team consiguió mantener el liderato.

## Clasificación de la etapa[2]
| Arnuero - Santander | etapa de media montaña | (141,5 km) |

| \| Clasificación de la etapa \| Clasificación de la etapa \| Clasificación de la etapa \| Clasificación de la etapa \| Clasificación de la etapa \| \| Ciclista \| Ciclista \| Equipo \| Tiempo \| \| \| ------------------------- \| ------------------------- \| ------------------------- \| ------------------------- \| ------------------------- \| \| 1.º \| Kaden Groves \| Alpecin-Deceuninck \| 3 h 32 min 14 s \| \| \| 2.º \| Pavel Bittner \| Team dsm-firmenich PostNL \| + 0 s \| \| \| 3.º \| Vito Braet \| Intermarché-Wanty \| + 0 s \| \| \| 4.º \| Pau Miquel \| Equipo Kern Pharma \| + 0 s \| \| \| 5.º \| Corbin Strong \| Israel-Premier Tech \| + 0 s \| \| \| 6.º \| Victor Campenaerts \| Lotto Dstny \| + 0 s \| \| \| 7.º \| Edward Planckaert \| Alpecin-Deceuninck \| + 0 s \| \| \| 8.º \| Mathis Le Berre \| Arkéa-B&B Hotels \| + 0 s \| \| \| 9.º \| Arjen Livyns \| Lotto Dstny \| + 0 s \| \| \| 10.º \| Xabier Berasategi \| Euskaltel-Euskadi \| + 0 s \| \| |                    |                           |                 |
| |                    |                           |                 |
| Fuente: ProCyclingStats |                    |                           |                 |
| Clasificación de la etapa |                    |                           |                 |
| Ciclista | Ciclista           | Equipo                    | Tiempo          |
| 1.º | Kaden Groves       | Alpecin-Deceuninck        | 3 h 32 min 14 s |
| 2.º | Pavel Bittner      | Team dsm-firmenich PostNL | + 0 s           |
| 3.º | Vito Braet         | Intermarché-Wanty         | + 0 s           |
| 4.º | Pau Miquel         | Equipo Kern Pharma        | + 0 s           |
| 5.º | Corbin Strong      | Israel-Premier Tech       | + 0 s           |
| 6.º | Victor Campenaerts | Lotto Dstny               | + 0 s           |
| 7.º | Edward Planckaert  | Alpecin-Deceuninck        | + 0 s           |
| 8.º | Mathis Le Berre    | Arkéa-B&B Hotels          | + 0 s           |
| 9.º | Arjen Livyns       | Lotto Dstny               | + 0 s           |
| 10.º | Xabier Berasategi  | Euskaltel-Euskadi         | + 0 s           |

## Clasificaciones al final de la etapa

### Clasificación general[3]
| \| Clasificación general \| Clasificación general \| Clasificación general \| Clasificación general \| Clasificación general \| \| Ciclista \| Ciclista \| Equipo \| Tiempo \| \| \| --------------------- \| --------------------- \| -------------------------- \| --------------------- \| --------------------- \| \| 1.º \| Ben O'Connor \| Decathlon-AG2R La Mondiale \| 68 h 41 min 14 s \| \| \| 2.º \| Primož Roglič \| Red Bull-Bora-Hansgrohe \| + 5 s \| \| \| 3.º \| Enric Mas \| Movistar Team \| + 1 min 25 s \| \| \| 4.º \| Richard Carapaz \| EF Education-EasyPost \| + 1 min 46 s \| \| \| 5.º \| Mikel Landa \| Soudal Quick-Step \| + 2 min 18 s \| \| \| 6.º \| David Gaudu \| Groupama-FDJ \| + 3 min 48 s \| \| \| 7.º \| Carlos Rodríguez \| Ineos Grenadiers \| + 3 min 53 s \| \| \| 8.º \| Mattias Skjelmose \| Lidl-Trek \| + 4 min 00 s \| \| \| 9.º \| Florian Lipowitz \| Red Bull-Bora-Hansgrohe \| + 4 min 27 s \| \| \| 10.º \| Pavel Sivakov \| UAE Team Emirates \| + 5 min 19 s \| \| |                   |                            |                  |
| |                   |                            |                  |
| Fuente: ProCyclingStats |                   |                            |                  |
| Clasificación general |                   |                            |                  |
| Ciclista | Ciclista          | Equipo                     | Tiempo           |
| 1.º | Ben O'Connor      | Decathlon-AG2R La Mondiale | 68 h 41 min 14 s |
| 2.º | Primož Roglič     | Red Bull-Bora-Hansgrohe    | + 5 s            |
| 3.º | Enric Mas         | Movistar Team              | + 1 min 25 s     |
| 4.º | Richard Carapaz   | EF Education-EasyPost      | + 1 min 46 s     |
| 5.º | Mikel Landa       | Soudal Quick-Step          | + 2 min 18 s     |
| 6.º | David Gaudu       | Groupama-FDJ               | + 3 min 48 s     |
| 7.º | Carlos Rodríguez  | Ineos Grenadiers           | + 3 min 53 s     |
| 8.º | Mattias Skjelmose | Lidl-Trek                  | + 4 min 00 s     |
| 9.º | Florian Lipowitz  | Red Bull-Bora-Hansgrohe    | + 4 min 27 s     |
| 10.º | Pavel Sivakov     | UAE Team Emirates          | + 5 min 19 s     |

### Clasificación por puntos[4]
| Clasificación por puntos | Clasificación por puntos | Clasificación por puntos  | Clasificación por puntos | Clasificación por puntos |
| Ciclista                 | Ciclista                 | Equipo                    | Puntos                   |                          |
| ------------------------ | ------------------------ | ------------------------- | ------------------------ | ------------------------ |
| 1.º                      | Kaden Groves             | Alpecin-Deceuninck        | 222 pts                  |                          |
| 2.º                      | Pavel Bittner            | Team dsm-firmenich PostNL | 106 pts                  |                          |
| 3.º                      | Harold Tejada            | Astana Qazaqstan Team     | 95 pts                   |                          |
| 4.º                      | Pablo Castrillo          | Equipo Kern Pharma        | 93 pts                   |                          |
| 5.º                      | Max Poole                | Team dsm-firmenich PostNL | 86 pts                   |                          |
| 6.º                      | Marc Soler               | UAE Team Emirates         | 82 pts                   |                          |
| 7.º                      | Corbin Strong            | Israel-Premier Tech       | 81 pts                   |                          |
| 8.º                      | Primož Roglič            | Red Bull-Bora-Hansgrohe   | 78 pts                   |                          |
| 9.º                      | Pau Miquel               | Equipo Kern Pharma        | 78 pts                   |                          |
| 10.º                     | Stefan Küng              | Groupama-FDJ              | 74 pts                   |                          |

### Clasificación de la montaña[5]
| Clasificación de la montaña | Clasificación de la montaña | Clasificación de la montaña | Clasificación de la montaña | Clasificación de la montaña |
| Ciclista                    | Ciclista                    | Equipo                      | Puntos                      |                             |
| --------------------------- | --------------------------- | --------------------------- | --------------------------- | --------------------------- |
| 1.º                         | Jay Vine                    | UAE Team Emirates           | 56 pts                      |                             |
| 2.º                         | Marc Soler                  | UAE Team Emirates           | 42 pts                      |                             |
| 3.º                         | Pablo Castrillo             | Equipo Kern Pharma          | 37 pts                      |                             |
| 4.º                         | Filippo Zana                | Team Jayco AlUla            | 27 pts                      |                             |
| 5.º                         | Marco Frigo                 | Israel-Premier Tech         | 26 pts                      |                             |
| 6.º                         | Adam Yates                  | UAE Team Emirates           | 22 pts                      |                             |
| 7.º                         | Aleksandr Vlásov            | Red Bull-Bora-Hansgrohe     | 19 pts                      |                             |
| 8.º                         | Max Poole                   | Team dsm-firmenich PostNL   | 19 pts                      |                             |
| 9.º                         | Primož Roglič               | Red Bull-Bora-Hansgrohe     | 18 pts                      |                             |
| 10.º                        | David Gaudu                 | Groupama-FDJ                | 18 pts                      |                             |

### Clasificación de los jóvenes[6]
| Clasificación del mejor joven | Clasificación del mejor joven | Clasificación del mejor joven | Clasificación del mejor joven | Clasificación del mejor joven |
| Ciclista                      | Ciclista                      | Equipo                        | Tiempo                        |                               |
| ----------------------------- | ----------------------------- | ----------------------------- | ----------------------------- | ----------------------------- |
| 1.º                           | Carlos Rodríguez              | Ineos Grenadiers              | 68 h 45 min 07 s              |                               |
| 2.º                           | Mattias Skjelmose             | Lidl-Trek                     | + 7 s                         |                               |
| 3.º                           | Florian Lipowitz              | Red Bull-Bora-Hansgrohe       | + 34 s                        |                               |
| 4.º                           | Matthew Riccitello            | Israel-Premier Tech           | + 58 min 52 s                 |                               |
| 5.º                           | Max Poole                     | Team dsm-firmenich PostNL     | + 1 h 12 min 18 s             |                               |
| 6.º                           | Giovanni Aleotti              | Red Bull-Bora-Hansgrohe       | + 1 h 22 min 51 s             |                               |
| 7.º                           | Isaac Del Toro                | UAE Team Emirates             | + 1 h 26 min 49 s             |                               |
| 8.º                           | Valentin Paret-Peintre        | Decathlon-AG2R La Mondiale    | + 1 h 32 min 04 s             |                               |
| 9.º                           | Mauri Vansevenant             | Soudal Quick-Step             | + 1 h 33 min 35 s             |                               |
| 10.º                          | William Junior Lecerf         | Soudal Quick-Step             | + 1 h 36 min 48 s             |                               |

### Clasificación por equipos[7]
| Clasificación por equipos | Clasificación por equipos  | Clasificación por equipos | Clasificación por equipos |
| Equipo                    | Equipo                     | Tiempo                    |                           |
| ------------------------- | -------------------------- | ------------------------- | ------------------------- |
| 1.º                       | UAE Team Emirates          | 205 h 35 min 17 s         |                           |
| 2.º                       | Red Bull-Bora-Hansgrohe    | + 43 min 00 s             |                           |
| 3.º                       | Decathlon-AG2R La Mondiale | + 1 h 20 min 18 s         |                           |
| 4.º                       | Team Visma \| Lease a Bike | + 1 h 30 min 39 s         |                           |
| 5.º                       | Soudal Quick-Step          | + 1 h 50 min 28 s         |                           |
| 6.º                       | Groupama-FDJ               | + 1 h 59 min 52 s         |                           |
| 7.º                       | Lidl-Trek                  | + 2 h 08 min 53 s         |                           |
| 8.º                       | Ineos Grenadiers           | + 2 h 20 min 26 s         |                           |
| 9.º                       | Israel-Premier Tech        | + 2 h 30 min 02 s         |                           |
| 10.º                      | Movistar Team              | + 2 h 35 min 35 s         |                           |

## Abandonos
- Michael Woods (Israel-Premier Tech) no tomó la salida.
- Sander De Pestel (Decathlon AG2R La Mondiale Team) no tomó la salida.